# Партизанские отряды, сформированные в Великую Отечественную войну в Ярославской области
Ярославская область в Великой Отечественной войне. Партизаны
В 1941 году существовала реальная угроза вторжения на территорию Ярославской области РСФСР СССР вражеских войск. Областной комитет ВКП(б) издал постановление № 141/5 от 14.11.1941 «Об организации партизанских отрядов и скрытых баз продовольствия для них». На случай отступления Красной Армии с территории области в ноябре 1941 года было сформировано 35 партизанских отрядов численностью от 25 до 35 человек в каждом. В лесах области создавались скрытые базы вооружения и боеприпасов, продовольствия и одежды, строились землянки на зиму. Организующую роль в этом играли районные отделы НКВД. При управлении НКВД Ярославской области были организованы специальные десятидневные курсы (60 часов) по подготовке руководителей партизанских отрядов. В связи с началом контрнаступления советских войск 19 декабря 1941 года мероприятия по подготовке к партизанской войне были приостановлены, а 3 февраля 1942 года свёрнуты, оружие и боеприпасы были изъяты из баз. Однако работа с потенциальными партизанами продолжалась до середины 1943 года.
Для выполнения разведывательно-диверсионных заданий в тылу противника были созданы 5 спецназовских партизанских отрядов: «Ярославец», «Суворовцы», «Кутузовцы», «Сусанинцы», «Пугачёвцы». Местом их формирования была специальная база НКВД — дом отдыха «Красный Холм» под Ярославлем, где будущие диверсанты учились прыгать с парашютом, пользоваться рацией, проводить минирование и т. д..
Партизанский отряд «Ярославец» сформирован в феврале 1942 года в составе 65 добровольцев: 45 человек из бывших командующих кадров РККА и НКВД, в связи с этим досрочно освобождённых из Волголага; 4 подростка по 16—17 лет из воспитанников детской колонии НКВД; 7 подготовленных к руководству партизанскими отрядами человек из партийного актива; 6 сотрудников УНКВД и 3 девушки-медсестры. Командир — старший лейтенант госбезопасности Б. Л. Соколов, комиссар — М. И. Снетков, начальник штаба — А. Ф. Чаплин. Оружие: 5 автоматов, 50 иностранных винтовок, 3 русские трёхлинейные винтовки, 6 спецприборов для бесшумной стрельбы, у каждого пистолет, финский нож, гранаты. Одежда: у каждого полушубок, ушанка, ватник и брюки. 3-13 февраля отряд прошёл практические и теоретические занятия.
Первоначально «Ярославец» действовал в Смоленской области на участке 179-й стрелковой дивизии 22-й армии в районах населённых пунктов: Пречистое, Белый, Духовщина, Ярцево, а также на автодороге Смоленск — город Белый и автостраде Москва — Минск. Среди наград бойцов 3 медали «За отвагу», 6 медалей «За боевые заслуги». 31 марта 1942 года отряд, понёсший большие потери, вышел на освобождённую территорию и был отправлен на отдых и переформирование.
3 мая 1942 года отряд «Ярославец» численностью 40 человек вновь за линией фронта. Действовал в основном вдоль автодороги Москва — Минск, также совершал диверсии на железной дороге Смоленск — Вязьма. За второй рейд было уничтожено 11 офицеров, 99 солдат, 40 полицейских, 6 шпионов, 11 предателей, 8 старост; 5 мостов, около 4 км линий связи; 4 поезда пущено под откос, в результате чего ликвидированы около 700 человек, 42 вагона, 2 паровоза, 42 танка, 85 автомобилей, 12 бронемашин, 2 цистерны, 12 тягачей, 150 лошадей противника. Вести разведывательную деятельность отряду помогали 85 человек, внедрённых в немецкие организации. В августе 1942 года отряд вернулся на базу «Красный Холм».
Всего за 6 месяцев боёв отряд (в источниках данные разнятся) уничтожил 1137 немецких солдат и офицеров, 147 полицейских, вывел из строя около 20 километров линии связи, участвовал в подрыве 4 железнодорожных эшелонов, 42 танков, 17 мостов, 12 бронемашин, 37 автомашин, 12 тягачей, 2 артиллерийских складов, сформировал ещё 3 партизанских отряда. 11 человек были награждены орденами и медалями, а большинство — медалями «Партизану Отечественной войны».
В августе — сентябре 1942 года на базе «Ярославца» сформирован партизанский отряд «Суворовцы» в составе 16 человек под командованием Е. С. Лемешевского. 11 ноября 1942 года начал действовать в западных районах Калининской области. С боями прошёл Смоленскую, Ленинградскую и Псковскую области. Оказавшись в 20-х числах декабря 1942 года в Псковской области, приступил к основной деятельности: была создана разведывательная сеть из более 30 местных жителей, в том числе 11 сотрудничавших с нацистами; из них 23 человека находились в Пскове и по 4 в Порхове и Острове. Отряд взорвал 3 эшелона противника с живой силой и техникой, уничтожил 6 предателей. 8 августа 1943 года отряд, уходя от преследования карателей, вышел в партизанский край в Россонском районе Витебской области. Всего партизаны проделали путь около 8 тысяч км. Через год после начала деятельности соединился с наступавшей Красной Армией и вернулся на базу.
В сентябре — ноябре 1942 года были формированы отряды «Кутузовцы» и «Пугачёвцы», позднее объединившиеся как «Кутузовцы» в составе 27 человек под командованием М. Г. Шатова. С декабря 1942 года действовал на Калининском фронте в распоряжении Ярославской 234-й коммунистической стрелковой дивизии. По выполнении задания отряд вернулся в Ярославль, личный состав пошёл на пополнение частей Красной Армии.
В сентябре 1942 года был сформирован партизанский отряд «Сусанинцы» в количестве 11 человек, но в немецкий тыл он не забрасывался.
Жители области участвовали и в партизанских отрядах, созданных в других регионах. Например, воевавшая в Белоруссии уроженка Ярославского района Елена Колесова посмертно удостоена звания Героя Советского Союза. В партизанском отряде, в котором сражалась ставшая символом Зоя Космодемьянская, было несколько ярославцев, в том числе командир — уроженец Ярославского района Борис Крайнов, и его заместитель — Павел Прохоров.